# Paropsivora tessellata
Paropsivora tessellata är en tvåvingeart som först beskrevs av Macquart 1846.  Paropsivora tessellata ingår i släktet Paropsivora och familjen parasitflugor. Inga underarter finns listade i Catalogue of Life.